# Dajabón
Dajabón es un municipio de la República Dominicana, que está situado en la provincia de Dajabón.
Es una ciudad fronteriza en el norte con Haití.
Es el municipio cabecera de la provincia de su mismo nombre.

## Etimología
Su nombre actual deriva del nombre taíno de la región: Dahaboon.

## Localización
Está situada en el noroeste de la República Dominicana, a orillas del río Dajabón, que sirve como frontera con Haití.

## Geografía
Se encuentra frente a la ciudad haitiana de Juana Méndez, separada de esta por el río Masacre.

## Límites
Municipios limítrofes:
|                                                           | Norte: Pepillo Salcedo, Monte Cristi y Las Matas de Santa Cruz |                                         |
| Oeste: Ferrier, Juana Méndez y Capotille (todas de Haití) | Rosa de los vientos                                            | Este: Las Matas de Santa Cruz y Partido |
|                                                           | Sur: Loma de Cabrera y Partido                                 |                                         |

## Demografía
Según el Censo de Población y Vivienda de 2002, el municipio tiene una población total de 25 685, de los cuales 12 644 eran hombres y 13 041 mujeres. La población urbana del municipio era el 63,57 %. Estos datos poblacionales incluyen la población del distrito municipal Cañongo.

## Distritos municipales
Está formado por los distritos municipales de:
| Nombre                                                 | Código                                             |
| ------------------------------------------------------ | -------------------------------------------------- |
| Dajabón                                                | 04050101                                           |
| Cañongo (Restauración) Loma de Cabrera El Pino Partido | 04050102 04050401 04050201 04050501 04050301 50401 |
|                                                        |                                                    |

## Historia
Fue fundada en 1776 por inmigrantes canarios durante el periodo de la Capitanía General de Santo Domingo. El 2 de octubre de 1937, el dictador Trujillo, mandó echar a los haitianos de la República Dominicana, esto se conoce como la matanza de Dajabón (citación del historiador Lombert Riverón), donde murieron unos 1500 haitianos. Esto fue un escándalo internacional y el dictador Trujillo negoció una indemnización de 550 mil $ a Haití.